# Ардебіль
Ардебі́ль (азерб. Ərdəbil, перс. اردبیل) — місто в історичному регіоні Іранський Азербайджан, Іран, столиця однойменної провінції. У місті розвинене виробництво килимів (паласів), повсті, шкіри. Також багато визначних пам'яток азербайджанської архітектури (XIV–XVII ст.). Історико-архітектурний комплекс (XVI–XVII ст.) мавзолею шаха Сефі I.

## Історія
Вперше згадується при останніх Сасанідах. 1220 року взятий і зруйнований монголами. З кінця XV—початку XVI ст., при династії Сефевідів азербайджанського походження, починається новий розквіт іранської феодальної держави.
Наприкінці XIII ст. в Ардебілі виник суфійсько-дервіський орден Сефеві (Сефевійе, Сефевійя). У Ардебілі знаходиться мавзолей родоначальника династії Сефевідів шейха Сефі ад-дін Ісхака (1252-1334) і першого її шаха Ісмаїла (1487-1524). Ардебільське шейхство Сефеві стало первинним ядром держави Сефевідів.

## Клімат
Місто розташоване в зоні, для якої характерний вологий континентальний клімат зі спекотним літом. Найтепліший місяць — липень із середньою температурою 18.3 °C (64.9 °F). Найхолодніший місяць — січень, із середньою температурою -2.4 °С (27.6 °F).
| Клімат Ардебіля         | Клімат Ардебіля | Клімат Ардебіля | Клімат Ардебіля | Клімат Ардебіля | Клімат Ардебіля | Клімат Ардебіля | Клімат Ардебіля | Клімат Ардебіля | Клімат Ардебіля | Клімат Ардебіля | Клімат Ардебіля | Клімат Ардебіля | Клімат Ардебіля |
| Показник                | Січ.            | Лют.            | Бер.            | Квіт.           | Трав.           | Черв.           | Лип.            | Серп.           | Вер.            | Жовт.           | Лист.           | Груд.           | Рік             |
| Середній максимум, °C   | 3               | 4,5             | 9,3             | 16,7            | 19,7            | 23,2            | 25              | 24,7            | 22,6            | 17,5            | 11,4            | 5,7             | 15,3            |
| Середня температура, °C | −2,5            | −0,9            | 3,5             | 9,8             | 12,8            | 16,1            | 18,3            | 18,1            | 15,7            | 11,2            | 5,8             | 0,6             | 9               |
| Середній мінімум, °C    | −7,9            | −6,3            | −2,4            | 2,8             | 6               | 9               | 11,6            | 11,6            | 8,7             | 4,8             | 0,3             | −4,6            | 2,8             |
| Норма опадів, мм        | 24.7            | 21.8            | 37.4            | 38.3            | 45.1            | 19.4            | 6.7             | 5.4             | 9.9             | 33              | 37.1            | 25.1            | 303.9           |
| Днів з опадами          | 8               | 8,5             | 11,2            | 11,5            | 13,7            | 6,9             | 3,9             | 3,8             | 5,8             | 8,8             | 7,5             | 7,7             | 97,3            |
| ----------------------- | --------------- | --------------- | --------------- | --------------- | --------------- | --------------- | --------------- | --------------- | --------------- | --------------- | --------------- | --------------- | --------------- |
| Джерело: Weatherbase    |                 |                 |                 |                 |                 |                 |                 |                 |                 |                 |                 |                 |                 |

## Відомі особистості
У поселенні народились:
- Рубаба Халіл кизи Мурадова (1933—1983) — азербайджанська співачка.